# Położenie geograficzne
Położenie geograficzne – jedna z cech obiektu geograficznego. 
Można je określić w sposób matematyczny za pomocą współrzędnych geograficznych, co stanowi podstawę wszelkich prac kartograficznych. 
Położenie terenu można również określić w stosunku do zróżnicowania warunków przyrodniczych: budowy geologicznej, rzeźby, klimatu i innych.